# Pedro Waldemar Manfredini
Pedro Waldemar Manfredini (Maipú, 7 september 1935 - Rome, 21 januari 2019) was een Argentijnse voetballer.  
Hij begon zijn carrière bij het Argentijnse Racing Club, maar maakte na één seizoen al de overstap naar de Serie A waar hij voor AS Roma ging spelen na een transfersom van 78 miljoen lire. In 1961 won hij met Roma de Jaarbeursstedenbeker en 1963 werd hij topschutter.